# Ammoselinum occidentale
Ammoselinum occidentale är en växtart i släktet Ammoselinum och familjen flockblommiga växter.
Arten är en ettårig ört som förekommer i öknen i Baja California i norra Mexiko.